# La guerra dels Rose
La guerra dels Rose (títol original: The War of the Roses) és una comèdia estatunidenca de 1989 dirigida per Danny DeVito i basada en la novel·la homònima de Warren Adler publicada l'any 1981. El film és una comèdia negra sobre una parella de burgesos que han teixit  aparentment la perfecta felicitat, però quan el seu matrimoni comença a desfer-se, els seus béns materials esdevenen el centre d'una batalla entre ells. Aquest film és el tercer que protagonitzen el trio Michael Douglas, Kathleen Turner i Danny DeVito, després de A la persecució del diamant verd i la seva continuació, El Diamant del Nil. La pel·lícula té igualment com a productor James L. Brooks i l'actor Dan Castellaneta que treballa sobre un projecte a part dels Simpsons. El títol fa igualment al·lusió a la guerra de les Dues-Roses, de dues cases reials angleses entre 1455 i 1485. Ha estat doblada al català.

## Argument
Una parella aparentment feliç en tot es torna un dia l'un contra l'altre. Tenen lloc  llavors cops baixos i uns altres baixesses per aconseguir als seus fins…

## Repartiment
- Michael Douglas: Oliver Rose
- Kathleen Turner: Barbara Rose
- Danny DeVito: Gavin De Amato
- Marianne Sägebrecht: Susan
- Sean Astin: Josh amb 17 anys
- Heather Fairfield: Carolyn amb 17 anys
- G. D. Spradlin: Harry Thurmont
- Peter Donat: Jason Larrabee
- Peter Hansen: M. Marshall
- Gloria Cromwell: Sra. Marshall
- Harlan Arnold: M. Dell
- Mary Fogarty: Sra Dell
- Rika Hofmann: Elke
- Patricia Allison: Maureen
- Peter Brocco: el vell que plora

## Al voltant del film
- El rodatge s'ha desenvolupat a Coupeville.
- En una escena, es pot veure el personatge d'Oliver Rose retallar els talons de les sabates de la seva dona. Alguns anys abans, Michael Douglas i Kathleen Turner formaven ja un duo en Darrere el cor verd (on Danny DeVito tenia igualment un paper) i ja a l'època, el personatge de Jack Colton interpretat per Michael Douglas feia el mateix amb les sabates de Joan Wilder (Kathleen Turner).[3]
- Cher va estar presseleccionada pel paper de Barbara Rose.[3]
- El títol del film és una picada d'ull a la verdadera Guerra de les Dues Roses qui va ensangonar Anglaterra a l'Edat Mitjana.

## Banda original
- Only You (And You Alone), interpretat per The Platters
- We Wish You A Merry Christmas, interpretat per Sesame Street Cast
- Pretty Lady, Lovely Lady, interpretat per Nicky Addeo

## Premis
- Premi a la millor música de film, en els premis BMI Film & TV  1990.
- Nominació a l'Os d'or, en el Festival de Berlín 1990.
- Nominació al Globus d'Or a la millor pel·lícula musical o còmica, millor actor musical o còmic (Michael Douglas) i millor actriu musical o còmica (Kathleen Turner) l'any 1990.
- Nominació al BAFTA al millor guió adaptat, en els premis BAFTA Awards 1991.